# Llengües etiòpiques
Llengües etiòpiques és la denominació tradicional de les llengües semítiques parlades als actuals estats d'Etiòpia i d'Eritrea i que, ensems amb el sud-aràbic, constitueixen la branca oriental del semític meridional. El terme llengües etiòpiques, talment el seu sinònim etiòpic, pot ser considerat inexacte arran de la independència d'Eritrea l'any 1991, ja que el grup etiòpic del nord s'estén per territori etiopicoeritreu: el tigrinya com a llengua oficial i el gueez com a llengua de culte són pròpies d'ambdós estats, i el dahalik i el tigre (aquest amb una minsa bossa de parlants al Sudan) són, de fet, llengües exclusivament eritrees.
La classificació generalment acceptada de les llengües etiòpiques és de base geogràfica i distingeix entre les varietats lingüístiques del nord (amb gueez, tigrinya i tigre com a representants més remarcables) i les del sud (entre les quals destaquen l'amhàric i el harari).
- Etiòpic septentrional
  - Tigrinya
  - Tigre
  - Gueez
  - Dahalik

- Etiòpic meridional
  - Etiòpic meridional transversal
    - Amhàric
    - Argobba
    - Harari
    - Llengües gurage orientals
      - Silt'e (wolane, ulbareg, inneqor)
      - Zai

  - Etiòpic meridional exterior
    - Grup n
      - Soddo (kistane)
      - Gafat

    - Grup tt (llengües gurage occidentals)
      - Inor (ennemor, endegen)
      - Mesmes
      - Mesqan
      - Sebat bet gurage (txaha, ezha, gumer, gura, gyeto, muher)

## Comparació lèxica
Els numerals en diferents llengües semítiques etiòpiques septentrionals són:
| GLOSA | Septentrional             | Septentrional          | Septentrional         | Septentrional | Septentrional               | PROTO-ETIÒPIC |
| GLOSA | Gueez                     | Tigre                  | Tigrinya              | Dahalik       | PROTO-ETIÒPIC SEPTENTRIONAL | PROTO-ETIÒPIC |
| ----- | ------------------------- | ---------------------- | --------------------- | ------------- | --------------------------- | ------------- |
| '1'   | aħədu (m.) aħati (f.)     | worot (m.) ħatːe (f.)  | ħadə (m.) ħantit (f.) | ħente         | *ħad-                       | *ħad-         |
| '2'   | kɨlʔetu (m.) kɨlʔeti (f.) | kɨlʔot (m.) kɨlʔe (f.) | kɨltə                 | kile          | *kɨlʔ-                      | *kɨlʔ-        |
| '3'   | śələstu (m.) śələs (f.)   | sələs                  | sələstə               | salas         | *śalas                      | *śalas        |
| '4'   | ʔarbaʕtu (m.) ʔarbaʕ (f.) | ʔarbaʕ                 | ʔarbaʕastə            | arbaʕ         | *ʔarbaʕ                     | *ʔarbaʕ       |
| '5'   | ḫəmɨstu (m.) ḫəms (f.)    | ħamɨs                  | ħamuʃtə               | ħamus         | *ḫamus                      | *ḫams-        |
| '6'   | sɨdɨstu (m.) sɨssu (f.)   | sɨs                    | ʃudɨʃtə               | suʔus         | *sidis                      | *sidsis-      |
| '7'   | səbʕətu (m.) səbʕu (f.)   | sabuʕ                  | ʃəwʕatə ʃabʕatə       | sabiʕ         | *sabʕ-                      | *sabʕa        |
| '8'   | səməntu (m.) səmani (f.)  | samān                  | səmantə               | saman         | *samān-                     | *samān        |
| '9'   | tɨsʕətu (m.) tɨsʕə (f.)   | sɨʕ                    | tɨʃʕatə               | tiseʕ         | *tisʕ-                      | *tisʕ-        |
| '10'  | ʕəśɨrtu (m.) ʕəśru (f.)   | ʕasɨr                  | ʕasərtə               | ʕaser         | *ʕaśir                      | *ʕaśir        |

Per a les llengües semítiques etiòpiques meridionals hi ha:
| GLOSA | Meridional exterior | Meridional exterior | Meridional exterior | Meridional exterior | Meridional transversal | Meridional transversal | Meridional transversal | Meridional transversal | Meridional transversal | PROTO-ETIÒPIC MERIDIONAL |
| GLOSA | Kistane (Soddo)     | Chana               | Inor                | Mesqan              | Amhárico               | Argobba                | Harari                 | Silt'e                 | Zay                    | PROTO-ETIÒPIC MERIDIONAL |
| ----- | ------------------- | ------------------- | ------------------- | ------------------- | ---------------------- | ---------------------- | ---------------------- | ---------------------- | ---------------------- | ------------------------ |
| '1'   | att                 | at                  | āt                  | āt                  | and                    | hand (m.) handit (f.)  | aħad                   | hadd                   | had                    | *had-                    |
| '2'   | kitt                | xʷet                | wəʔet               | xʷet                | hulett                 | ket                    | koʔot                  | hōʃt                   | hōyt                   | *kiɫʔet                  |
| '3'   | sost                | sost                | soʔost              | sost                | sost                   | sost                   | ʃiʔiʃti                | ʃēʃt                   | ʃeʃt                   | *soʔost                  |
| '4'   | arətt               | arβət               | arβʔət              | arbət               | aratt                  | arbit                  | ħarat                  | arāt                   | ʔarətt                 | *(ʔ)arβʔət               |
| '5'   | ammɨst              | amɨst               | amʔɨst              | ammɨst              | ammist                 | amməst                 | ħammisti               | ammɨst                 | hamməst                | *ħamməst                 |
| '6'   | sɨddɨst             | sɨdɨst              | sɨdɨst              | sɨddɨst             | siddist                | səddəst                | siddisti               | sɨddɨst                | səddəst                | *sɨddɨst                 |
| '7'   | səbatt              | səβat               | saβʔat              | səbət               | sebat                  | saʔint                 | saːtti                 | saʔabt                 | sāβət                  | *saβʔat                  |
| '8'   | sɨmmɨnt             | sɨmʷʉt              | sũːt                | sɨmmut              | simmint                | səmmənt                | suːt                   | sɨmmut                 | summut                 | *səmmənt                 |
| '9'   | zəṭəɲ               | ʒəṭə                | ʒĩʔə̃                | ʒəṭə                | zeṭeɲ                  | ʒʌhṭʷʌɲ                | ziħṭaɲ                 | ziṭṭəɲːə               | zeṭṭeɲ                 | *ziħṭəɲ                  |
| '10'  | assɨr               | asɨr                | asɨr                | assər               | assir                  | assər                  | assir                  | assɨr                  | ʔassər                 | *(ʔ)assɨr                |